# Chel Qez
Chel Qez (persiska: چهل قز, چل قز, چهل قز و سياه دره) är en ort i Iran.   Den ligger i provinsen Teheran, i den centrala delen av landet, 26 km sydost om huvudstaden Teheran. Chel Qez ligger 1 124 meter över havet och antalet invånare är 875.
Terrängen runt Chel Qez är kuperad norrut, men söderut är den platt. Terrängen runt Chel Qez sluttar söderut.Runt Chel Qez är det tätbefolkat, med 297 invånare per kvadratkilometer. Närmaste större samhälle är Qarchak, 14,4 km sydväst om Chel Qez. Trakten runt Chel Qez består till största delen av jordbruksmark.